# بورشوف ناد ولتاووو
بورشوف ناد ولتاووو (به چکی: Boršov nad Vltavou) یک منطقهٔ مسکونی در جمهوری چک است که در شهرستان چسکه بودیوویتسه واقع شده‌است. بورشوف ناد ولتاووو ۹٫۹۶ کیلومتر مربع مساحت و ۱٬۶۱۹ نفر جمعیت دارد و ۴۱۳ متر بالاتر از سطح دریا واقع شده‌است.